# Шато-Сален
Шато́-Сале́н (фр. Château-Salins; нем. Salzburgen) — коммуна во французском департаменте Мозель региона Лотарингия. Является центром одноимённого кантона и его самым крупным населённым пунктом.	

## География

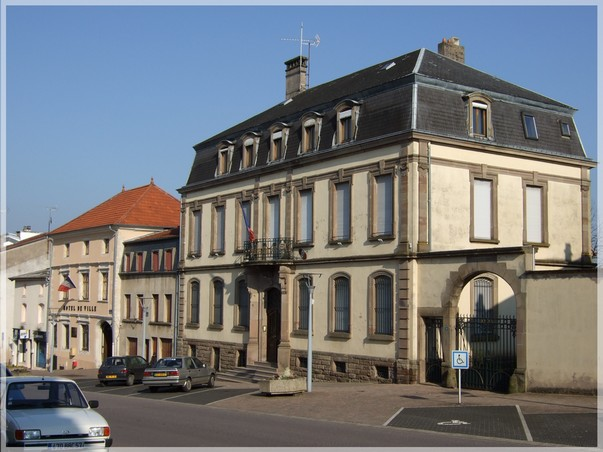
Мэрия в Шато-Сален.

Шато-Сален расположен в 45 км к юго-востоку от Меца. Соседние коммуны: Амелекур, Любекур и Жербекур на севере, Пюттиньи и Обрек на северо-востоке, Ампон и Морвиль-ле-Вик на востоке, Вик-сюр-Сей и Салонн на юге, Шамбре на юго-западе, Френ-ан-Сольнуа на северо-западе.
Находится в историческом регионе Лотарингии Сольнуа.

## История

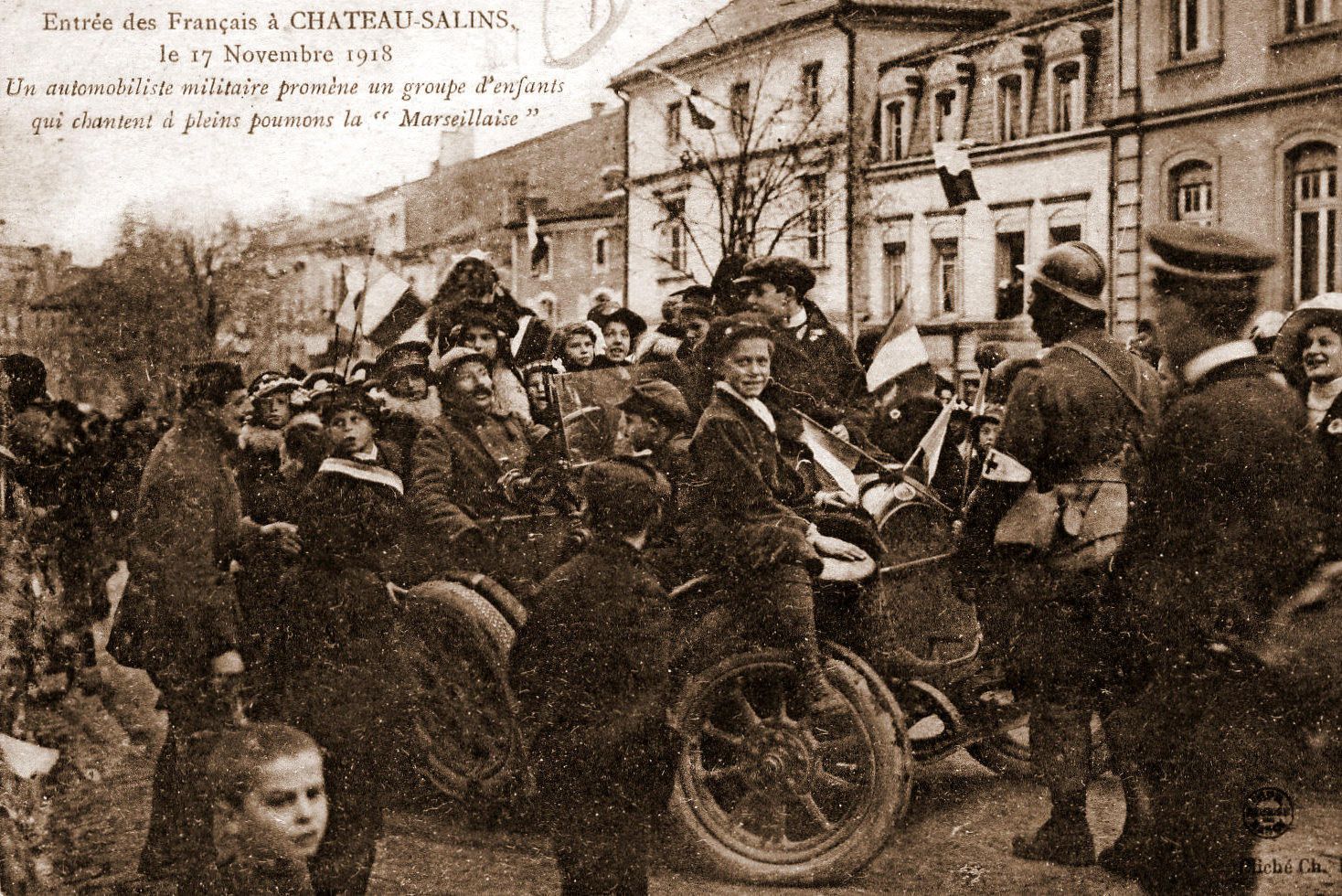
Освобождение Шато-Сален 17 ноября 1918 года (почтовая открытка).

- Коммуна естественного региона Сольнуа получила своё название по бывшим когда-то здесь солевым копям.

Город Шато-Сален возник относительно недавно по сравнению с окрестными коммунами. Территория, где возник замок, а позже город, был одним из районов епархии Меца, в то время как другой район был феодом герцогства Лотарингия
Город сравнительно недавно.Земля, на которой стоит замок, а позже город был одним из районов епархии Мец.Сектор также оплотом Лотарингии, а В 1277 году герцог Фредерик III Лотарингский объединил половину феода Амелекура графства Тибо II де Бар и треть солевых копей Шато-Сален.
Легенда гласит, что месторождения соли в этих местах нашли паломники, направлявшиеся в Сан-Николя-де-Порт. В 1340 году регентша Елизавета Австрийская, вдова герцога Фредерика IV Лотарингского, построила замок в Шато-Сален для защиты солевого источника. Для сдерживания и контроля герцогского дома епископ Меца Адемар де Монтей на некотором расстоянии от замка также построил крепость, названную Борепер..
- В 1342 году между Адемаром и герцогом Лотарингии Раулем возник конфликт, который завершился в 1344 году подписанием под эгидой графа Люксембурга мирного соглашения. По достигнутой договорённости, епископ должен был выплатить герцогу десять тысяч фунтов и последний сохранил за собой свою замок-крепость Шато-Сален. Однако, конфликт возобновился после смерти Рауля в 1346 году. В 1347 году был заключён новый мирный договор, по которому герцогский замок, построенный Елизаветой Австрийской, продавался епископату Меца, а до этого оба замка переходили в доверительное управление в пользу Мари де Блуа, вдовы Рауля и регентше герцогства. Когда же Адемару удалось собрать деньги для выкупа герцогского замка, герцогиня предложила компромисс, чтобы продать оба здания. Это привело к третьему вооружённому конфликту, в ходе которого герцогский замок был полностью разрушен. После этого герцогиня полностью отказалась от претензий на Шато-Сален. В 1348 года Адемар согласился восстановить замок и выделил для этого шесть тысяч флоринов.

- В результате быстрого роста добычи соли город стал быстро развиваться и вскоре здесь появился бальяж, который регулировался таможенными управлениями Лотарингии и Сен-Мийеля. До 1555 года лотарингский герцог держал здесь около ста человек под командованием проректора де Марш, юрисдикция которого распространялась от берегов Мёза до Рейна.

- В 1715 году Шато-Сален, который до этого делился между приходами Амелекура и Салонна, получил отдельный приход.

- После Французской революции 1789 года, город стал называться Свободный Сален. Однако, после революции прежнее название было возвращено.

- В XVII веке соль, производимая в Шато-Сален экспортировалась далеко за пределы Рейна. Солёность воды достигала 13,5 ° соли и город производил 9 тыс. тонн соли в год. Добыча соли была остановлена в 1826 году.

- В 1798 году была введена в строй трансляционная башня Шапп, которая служила для релейной передачи между Дельмом и Вик-сюр-Сей линии Париж—Страсбург и эксплуатировалась до 1852 года.

- Между 1800 и 1871 годами, Шато-Сален был супрефектурой департамента Мёрт. Здесь производилась керамика и стекло, стояли кожевенные заводы, мельницы для помола гипса. Город был важным центром производства ткани из конопли.

- Как и многие другие коммуны современного департамента Мозель, Шато-Сален был аннексирован Германской империей в 1871—1918 годах. Город стал супрефектурой в земле Эльзас-Лотарингия. С 1894 года на юге города было начато современное по тем временам производство по получению соли, которое было остановлено в 1940 году. Во время Первой мировой войны жители воевали на стороне Германии, в 1915 году название города было германизировано и он стал называться Зальцбург. Тем не менее, после поражения Германии мозельцы спокойно восприняли вхождение города во Францию.

- Во время Второй мировой войны Шато-Сален был вновь аннексирован Германией и переименован в Зальцбюрген. Освобождён 17 ноября 1944 года III-ей армией Паттона в ходе Лотарингской кампании.

## Демография
По переписи 2007 года в коммуне проживало 2552 человека.

## Города-побратимы
Заключены договоры об установлении побратимских связей с городами:
- — Красник, Польша
- — Биркенфельд, Германия